# 자크 파일스
자크 파일스(Jacque Pyles, 1994년 4월 6일 ~ )은 미국의 싱어송라이터이자 배우이다. 자크는 2008년 영화 Macy's Passport Celebrity Catwalk Challenge에 댄서 역으로 출연하여 같은 해에 스쿨걸즈에 영입되어 2010년말까지 활동하다 탈퇴 이후부터 솔로 활동을 추구한다.

## 앨범

### 솔로
| 년도 | 노래       | 차트 | 차트     | 앨범           |
| 년도 | 노래       | U.S. | US Dance | 앨범           |
| ---- | ---------- | ---- | -------- | -------------- |
| 2011 | "Eternity" | —    | —        | Eternity(싱글) |